# José Luis Rodríguez
José Luis Rodríguez Francis, conosciuto anche come Puma (Panama, 19 giugno 1998), è un calciatore panamense, centrocampista del Juárez, in prestito dalla Stella Rossa, e della nazionale panamense.

## Caratteristiche tecniche
È un esterno destro.

## Carriera

### Club
Cresciuto nelle giovanili del Chorrillo, ha esordito in prima squadra il 17 luglio 2015 in occasione del match perso contro l'Atlético Chiriquí.
Nel 2016 è stato acquistato dal Gent che lo ha aggregato alla seconda squadra.
Dopo due anni in cui non ha mai esordito in prima squadra, il 1º settembre 2018 viene acquistato dai croati dell'Istria 1961.
Il 1º febbraio 2019 viene acquistato dall'Alavés. Trascorre un anno e mezzo prima di esordire in prima squadra, cosa avvenuta il 10 luglio 2020 nella sconfitta per 2-0 contro il Real Madrid.
Il 4 settembre 2020 rinnova il suo contratto con il club e contestualmente viene ceduto in prestito al Lugo.
Il 30 luglio 2021 viene ceduto in prestito allo Sporting Gijón.
Il 17 agosto 2022 viene ceduto a titolo definitivo ai portoghesi del Famalicão, con cui sigla un contratto quadriennale.
Il 21 giugno 2024 viene acquistato dalla Stella Rossa.

### Nazionale
Ha esordito con la Nazionale di calcio di Panama il 29 maggio 2018 in occasione di un'amichevole pareggiata 0-0 contro l'Irlanda del Nord.
È stato incluso nella lista dei convocati per il Campionato mondiale di calcio 2018, dove gioca tutte e 3 le partite della squadra che esce al primo turno con 0 punti; nella terza partita, persa per 2-1 contro la Tunisia, propizia il gol del provvisorio 1-0 della sua Nazionale grazie a un tiro che viene deviato in maniera decisiva da Yassine Meriah; la rete poi è stata attribuita a Meriah, risultando così come autogol del tunisino.

## Statistiche

### Cronologia presenze e reti in nazionale
| Cronologia completa delle presenze e delle reti in nazionale ― Panama | Cronologia completa delle presenze e delle reti in nazionale ― Panama | Cronologia completa delle presenze e delle reti in nazionale ― Panama | Cronologia completa delle presenze e delle reti in nazionale ― Panama | Cronologia completa delle presenze e delle reti in nazionale ― Panama | Cronologia completa delle presenze e delle reti in nazionale ― Panama | Cronologia completa delle presenze e delle reti in nazionale ― Panama | Cronologia completa delle presenze e delle reti in nazionale ― Panama |
| Data                                                                  | Città                                                                 | In casa                                                               | Risultato                                                             | Ospiti                                                                | Competizione                                                          | Reti                                                                  | Note                                                                  |
| --------------------------------------------------------------------- | --------------------------------------------------------------------- | --------------------------------------------------------------------- | --------------------------------------------------------------------- | --------------------------------------------------------------------- | --------------------------------------------------------------------- | --------------------------------------------------------------------- | --------------------------------------------------------------------- |
| 29-5-2018                                                             | Panama                                                                | Panama                                                                | 0 – 0                                                                 | Irlanda del Nord                                                      | Amichevole                                                            | -                                                                     | 60’                                                                   |
| 6-6-2018                                                              | Oslo                                                                  | Norvegia                                                              | 1 – 0                                                                 | Panama                                                                | Amichevole                                                            | -                                                                     | 46’                                                                   |
| 18-6-2018                                                             | Soči                                                                  | Belgio                                                                | 3 – 0                                                                 | Panama                                                                | Mondiali 2018 - 1º turno                                              | -                                                                     | 63’                                                                   |
| 24-6-2018                                                             | Nižnij Novgorod                                                       | Inghilterra                                                           | 6 – 1                                                                 | Panama                                                                | Mondiali 2018 - 1º turno                                              | -                                                                     |                                                                       |
| 28-6-2018                                                             | Saransk                                                               | Panama                                                                | 1 – 2                                                                 | Tunisia                                                               | Mondiali 2018 - 1º turno                                              | -                                                                     |                                                                       |
| 11-9-2018                                                             | Panama                                                                | Panama                                                                | 0 – 2                                                                 | Venezuela                                                             | Amichevole                                                            | -                                                                     | 78’                                                                   |
| 12-10-2018                                                            | Niigata                                                               | Giappone                                                              | 3 – 0                                                                 | Panama                                                                | Amichevole                                                            | -                                                                     |                                                                       |
| 16-10-2018                                                            | Cheonan                                                               | Corea del Sud                                                         | 2 – 2                                                                 | Panama                                                                | Amichevole                                                            | -                                                                     | 75’                                                                   |
| 16-11-2018                                                            | Tegucigalpa                                                           | Honduras                                                              | 1 – 0                                                                 | Panama                                                                | Amichevole                                                            | -                                                                     | 76’                                                                   |
| 20-11-2018                                                            | Panama                                                                | Panama                                                                | 1 – 2                                                                 | Ecuador                                                               | Amichevole                                                            | -                                                                     | 61’                                                                   |
| 23-3-2019                                                             | Porto                                                                 | Brasile                                                               | 1 – 1                                                                 | Panama                                                                | Amichevole                                                            | -                                                                     | 89’                                                                   |
| 3-6-2019                                                              | Bogotà                                                                | Colombia                                                              | 3 – 0                                                                 | Panama                                                                | Amichevole                                                            | -                                                                     |                                                                       |
| 7-6-2019                                                              | Montevideo                                                            | Uruguay                                                               | 3 – 0                                                                 | Panama                                                                | Amichevole                                                            | -                                                                     | 82’                                                                   |
| 22-6-2019                                                             | Cleveland                                                             | Guyana                                                                | 2 – 4                                                                 | Panama                                                                | Gold Cup 2019 - 1º turno                                              | -                                                                     | 67’                                                                   |
| 26-6-2019                                                             | Kansas City                                                           | Panama                                                                | 0 – 1                                                                 | Stati Uniti                                                           | Gold Cup 2019 - 1º turno                                              | -                                                                     |                                                                       |
| 8-9-2019                                                              | Panama                                                                | Panama                                                                | 0 – 2                                                                 | Bermuda                                                               | CONCACAF Nations League 2019-2020 - 2º turno                          | -                                                                     | 54’                                                                   |
| 15-10-2019                                                            | Città del Messico                                                     | Messico                                                               | 3 – 1                                                                 | Panama                                                                | CONCACAF Nations League 2019-2020 - 2º turno                          | -                                                                     |                                                                       |
| 16-11-2019                                                            | Panama                                                                | Panama                                                                | 0 – 3                                                                 | Messico                                                               | CONCACAF Nations League 2019-2020 - 2º turno                          | -                                                                     | 59’                                                                   |
| 25-3-2021                                                             | Santo Domingo                                                         | Panama                                                                | 1 – 0                                                                 | Barbados                                                              | Qual. Mondiali 2022                                                   | -                                                                     |                                                                       |
| 28-3-2021                                                             | Santo Domingo                                                         | Dominica                                                              | 1 – 2                                                                 | Panama                                                                | Qual. Mondiali 2022                                                   | -                                                                     |                                                                       |
| 9-6-2021                                                              | Panama                                                                | Panama                                                                | 3 – 0                                                                 | Rep. Dominicana                                                       | Qual. Mondiali 2022                                                   | -                                                                     |                                                                       |
| 12-6-2021                                                             | Panama                                                                | Panama                                                                | 2 – 1                                                                 | Curaçao                                                               | Qual. Mondiali 2022                                                   | -                                                                     |                                                                       |
| 15-6-2021                                                             | Willemstad                                                            | Curaçao                                                               | 0 – 0                                                                 | Panama                                                                | Qual. Mondiali 2022                                                   | -                                                                     |                                                                       |
| 13-7-2021                                                             | Houston                                                               | Qatar                                                                 | 3 – 3                                                                 | Panama                                                                | Gold Cup 2021 - 1º turno                                              | -                                                                     |                                                                       |
| 17-7-2021                                                             | Houston                                                               | Panama                                                                | 2 – 3                                                                 | Honduras                                                              | Gold Cup 2021 - 1º turno                                              | -                                                                     | 69’                                                                   |
| 20-7-2021                                                             | Orlando                                                               | Panama                                                                | 3 – 1                                                                 | Grenada                                                               | Gold Cup 2021 - 1º turno                                              | 2                                                                     | 73’                                                                   |
| 2-9-2021                                                              | Panama                                                                | Panama                                                                | 0 – 0                                                                 | Costa Rica                                                            | Qual. Mondiali 2022                                                   | -                                                                     | 78’                                                                   |
| 5-9-2021                                                              | Kingston                                                              | Giamaica                                                              | 0 – 3                                                                 | Panama                                                                | Qual. Mondiali 2022                                                   | -                                                                     |                                                                       |
| 8-9-2021                                                              | Panama                                                                | Panama                                                                | 1 – 1                                                                 | Messico                                                               | Qual. Mondiali 2022                                                   | -                                                                     |                                                                       |
| 7-10-2021                                                             | San Salvador                                                          | El Salvador                                                           | 1 – 0                                                                 | Panama                                                                | Qual. Mondiali 2022                                                   | -                                                                     | 65’                                                                   |
| 13-10-2021                                                            | Toronto                                                               | Canada                                                                | 4 – 1                                                                 | Panama                                                                | Qual. Mondiali 2022                                                   | -                                                                     | 52’                                                                   |
| 16-11-2021                                                            | Panama                                                                | Panama                                                                | 2 – 1                                                                 | El Salvador                                                           | Qual. Mondiali 2022                                                   | -                                                                     | 69’                                                                   |
| 27-1-2022                                                             | San José                                                              | Costa Rica                                                            | 1 – 0                                                                 | Panama                                                                | Qual. Mondiali 2022                                                   | -                                                                     | 46’                                                                   |
| 2-2-2022                                                              | Città del Messico                                                     | Messico                                                               | 1 – 0                                                                 | Panama                                                                | Qual. Mondiali 2022                                                   | -                                                                     | 46’                                                                   |
| 24-3-2022                                                             | Panama                                                                | Panama                                                                | 1 – 1                                                                 | Honduras                                                              | Qual. Mondiali 2022                                                   | -                                                                     | 81’                                                                   |
| 27-3-2022                                                             | Orlando                                                               | Stati Uniti                                                           | 5 – 1                                                                 | Panama                                                                | Qual. Mondiali 2022                                                   | -                                                                     | 46’                                                                   |
| 30-3-2022                                                             | Panama                                                                | Panama                                                                | 1 – 0                                                                 | Canada                                                                | Qual. Mondiali 2022                                                   | -                                                                     | 90+5’                                                                 |
| 3-6-2022                                                              | Panama                                                                | Panama                                                                | 2 – 0                                                                 | Costa Rica                                                            | CONCACAF Nations League 2022-2023 - 1º turno                          | -                                                                     | 64’                                                                   |
| 10-6-2022                                                             | Panama                                                                | Panama                                                                | 5 – 0                                                                 | Martinica                                                             | CONCACAF Nations League 2022-2023 - 1º turno                          | -                                                                     | 46’                                                                   |
| 18-11-2022                                                            | Abu Dhabi                                                             | Camerun                                                               | 1 – 1                                                                 | Panama                                                                | Amichevole                                                            | -                                                                     | 77’                                                                   |
| 13-10-2023                                                            | Willemstad                                                            | Curaçao                                                               | 1 – 2                                                                 | Panama                                                                | CONCACAF Nations League 2023-2024 - 1º turno                          | 1                                                                     | 57’                                                                   |
| 17-10-2023                                                            | Panama                                                                | Panama                                                                | 3 – 0                                                                 | Guatemala                                                             | CONCACAF Nations League 2023-2024 - 1º turno                          | -                                                                     | 83’                                                                   |
| 16-11-2023                                                            | San José                                                              | Costa Rica                                                            | 0 – 3                                                                 | Panama                                                                | CONCACAF Nations League 2023-2024 - Quarti di finale                  | -                                                                     | 68’                                                                   |
| 20-11-2023                                                            | Panama                                                                | Panama                                                                | 3 – 1                                                                 | Costa Rica                                                            | CONCACAF Nations League 2023-2024 - Quarti di finale                  | 1                                                                     | 46’                                                                   |
| 24-3-2024                                                             | Arlington                                                             | Panama                                                                | 0 – 1                                                                 | Giamaica                                                              | CONCACAF Nations League 2023-2024 - Finale 3º posto                   | -                                                                     | 78’                                                                   |
| 6-6-2024                                                              | Panama                                                                | Panama                                                                | 2 – 0                                                                 | Guyana                                                                | Qual. Mondiali 2026                                                   | 1                                                                     | 46’ 88’                                                               |
| 9-6-2024                                                              | Managua                                                               | Montserrat                                                            | 1 – 3                                                                 | Panama                                                                | Qual. Mondiali 2026                                                   | 1                                                                     |                                                                       |
| 23-6-2024                                                             | Miami Gardens                                                         | Uruguay                                                               | 3 – 1                                                                 | Panama                                                                | Coppa America 2024 - 1º turno                                         | -                                                                     | 84’                                                                   |
| 12-10-2024                                                            | Austin                                                                | Stati Uniti                                                           | 2 – 0                                                                 | Panama                                                                | Amichevole                                                            | -                                                                     |                                                                       |
| 15-10-2024                                                            | Toronto                                                               | Canada                                                                | 2 – 1                                                                 | Panama                                                                | Amichevole                                                            | -                                                                     | 90+1’                                                                 |
| 14-11-2024                                                            | San José                                                              | Costa Rica                                                            | 0 – 1                                                                 | Panama                                                                | CONCACAF Nations League 2024-2025 - Quarti di finale                  | -                                                                     | 88’                                                                   |
| 18-11-2024                                                            | Panama                                                                | Panama                                                                | 2 – 2                                                                 | Costa Rica                                                            | CONCACAF Nations League 2024-2025 - Quarti di finale                  | 1                                                                     | 72’                                                                   |
| 20-3-2025                                                             | Inglewood                                                             | Stati Uniti                                                           | 0 – 1                                                                 | Panama                                                                | CONCACAF Nations League 2024-2025 - Semifinale                        | -                                                                     | 90+1’                                                                 |
| 23-3-2025                                                             | Inglewood                                                             | Messico                                                               | 2 – 1                                                                 | Panama                                                                | CONCACAF Nations League 2024-2025 - Finale                            | -                                                                     |                                                                       |
| 7-6-2025                                                              | Belmopan                                                              | Belize                                                                | 0 – 2                                                                 | Panama                                                                | Qual. Mondiali 2026                                                   | -                                                                     | 34’ 46’                                                               |
| 16-6-2025                                                             | Carson                                                                | Panama                                                                | 5 – 2                                                                 | Guadalupa                                                             | Gold Cup 2025 - 1° turno                                              | -                                                                     | 88’                                                                   |
| 20-6-2025                                                             | San Jose                                                              | Guatemala                                                             | 0 – 1                                                                 | Panama                                                                | Gold Cup 2025 - 1° turno                                              | -                                                                     |                                                                       |
| 24-6-2025                                                             | Austin                                                                | Panama                                                                | 4 – 1                                                                 | Giamaica                                                              | Gold Cup 2025 - 1° turno                                              | -                                                                     | 46’                                                                   |
| 28-6-2025                                                             | Glendale                                                              | Panama                                                                | 1 – 1 (4 – 5 dtr)                                                     | Honduras                                                              | Gold Cup 2025 - Quarti di finale                                      | -                                                                     |                                                                       |
| Totale                                                                |                                                                       | Presenze                                                              | 59                                                                    |                                                                       | Reti                                                                  | 7                                                                     |                                                                       |